# Pierre Gassmann
Pour les articles homonymes, voir Gassmann.
Ne doit pas être confondu avec Pierre Gassmann (personnalité politique).
Pierre Gassmann est un photographe, tireur photographique et chef d’entreprise français, né à Breslau le 15 septembre 1913 et mort à Paris le 5 juillet 2004.
Ami de Robert Capa, Henri Cartier-Bresson, Willy Ronis, Robert Doisneau, il est le fondateur en 1950 de Pictorial Service (devenu Picto en 1963), un laboratoire photographique consacré au tirage photographique pour les photographes professionnels de presse, de mode et de publicité.

## Biographie
Hans Johann Wolfgang Gassmann est né à Breslau, en Silésie, alors dans l'Empire allemand, dans une famille juive aisée ; son père est tué au front en 1914 pendant la Première Guerre mondiale ; sa mère est une radiologue réputée. Elle l’initie au procédé photographique dans son laboratoire dès l’âge de 13 ans et lui offre un Voïgtlandler Klapp 6x9.
Il découvre les films de René Clair que programmaient à leur sortie les cinémas de Breslau, dont Le Million et Sous les toits de Paris. Il change son prénom de Hans en Peter.
Il commence des études à Berlin au centre de formation d'Agfa. Mais, juif et communiste (et fiché), il est contraint d’émigrer en 1933 et se rend à Paris — via Cologne. Il est équipé d’un Leica II qui vient tout juste de sortir. Il retrouve à Montparnasse, notamment au restaurant Le Dôme, des photographes d’Europe centrale  (en particulier « Chim » (David Seymour), André Kertész) ; il s'y lie d’amitié en 19635 avec Robert Capa, amitié qui durera jusqu’à la mort de ce dernier en Indochine en 1954.
Il rencontre sa future femme, France, repiqueuse chez De Broca, qui habite 81, rue du faubourg Saint-Jacques ; il s’installe dans une chambre de bonne contiguë. C’est là qu’habite au deuxième étage Brassaï, alors photographe à Vogue. Fasciné par les solarisations photographiques de Maurice Tabard, il échange avec lui sur le sujet.
Son frère Klaus, qui vient lui rendre visite à Paris, lui apporte un cadeau de sa mère, un Leica III.
Sous l’impulsion de France, Peter reprend ses études à l’école Publiphot, fondée et dirigée par Gertrude Fehr, 15, rue Simon-Dereure à Montmartre. Il change son prénom de Peter en Pierre.
Il adhère comme Robert Capa à l’Association des écrivains et artistes révolutionnaires (ARAR), émanation directe du Parti communiste français, qui comporte une section photographique dirigée par Éli Lotar.
À la déclaration de guerre en 1939, Pierre Gassmann est contraint, en tant que ressortissant étranger, de s’engager dans la Légion étrangère. Il est envoyé en Algérie au Kreider au sud de Saïda (au sud d’Oran) ; il est nommé tireur puis chef de pièce au fusil-mitrailleur modèle 1924/29.
Rapatrié en France, il retrouve sa femme et son fils dans la région de Toulouse et prend le maquis. Il est photographe officiel de la Résistance sous le nom de « sergent Pierre ».
Photographe de presse au congrès socialiste de Toulouse, il y retrouve Robert Capa et fait la connaissance de Jean Dieuzaide.
Le 15 janvier 1950, il fonde à Paris Pictorial Service, rue de la Comète, qui devient Picto en 1963.
Pierre Gassmann est naturalisé français en 1955 sous le nom de « Hans Johann Wolfgang Gassman, dit Pierre ». Il prend alors quelques parts dans Magnum qui les lui offre en tant que citoyen français.
Il est membre des Gens d'images dès la première des Journées internationales de photo-journalisme à Boulouris en juin 1959.
En 1960, il est nommé membre du jury du prix Niépce.
En 1991, son fils Edy prend le titre de président-directeur général de Picto. Pierre Gassmann se retire officiellement de l'entreprise en 1997.
En 2004, son fils Edy est victime d’un accident mortel en parapente en Afrique du Sud. Pierre Gassmann meurt lui-même la même année le 5 juillet,,.

## Pictorial Service / Picto
Le 15 janvier 1950, Pierre Gassmann fonde à Paris, Pictorial Service, rue de la Comète, qui devient Picto en 1963 lors de son installation rue Delambre, avec comme premiers clients l’Unesco, l’OTAN, le plan Marshall,,.
Un grand nombre de photographes vont recourir aux services de Picto, dont Henri Cartier-Bresson, Willy Ronis, Robert Doisneau, Denise Bellon, Josef Koudelka, William Klein, ainsi que les photographes de Réalités (Édouard Boubat, Jean-Philippe Charbonnier, Jean-Louis Swiners).

## Photographies et tirages photographiques notables
- 1937 : Pierre Gassmann réalise une série de photographies du Cirque Fanni lors de sa présence à la foire des Invalides[8].
- 1965 : Hippolyte Bayard, XXV calotypes 1842-1850, Paris, Société française de photographie : portfolio de 25 calotypes tirés par Pierre Gassmann, édité à 50 exemplaires[9],[10].
- 20 juin - 24 juillet 1979 : Pierre Gassmann avec Claudine Sudre et Gilles Rochon effectue les tirages de l'exposition À l'origine de la photographie : le calotype au passé et au présent, Bibliothèque nationale, Paris[11].

## Publications
- Avec Rosalind Krauss et Caroline Elissagaray : Maurice Tabard, Paris, Contrejour, 1987, 103 p. (ISBN 978-2-85949-066-9).

## Expositions
- 1970 : Paris Photo
- 1988 : projection du film de Roger Pic et Patrick Roegiers, Rue du regard. Portrait de Pierre Gassmann, aux Rencontres de la photographie d'Arles[3].
- mai 1991 : Claude Philip, « 60 ans d’amitié avec Pierre Gassman, par 60 photographes », Musée municipal d’Orange.
- 1er novembre 1997 - 15 janvier 1998 : Pierre Gassmann – Interprète et photographe, Berliner Zentrum für Fotografie (ZFF), Berlin[12],[13].
- 3 juillet - 19 septembre 2010 : Picto 1950-2010 : voir avec le regard de l'autre, Magasin électrique, Arles, lors des Rencontres de la photographie d'Arles[7],[14].

### Ouvrages, articles
- Mireille Descombes, « Tireur d'élite », L'Hebdo,‎ 14 septembre 1989, p. 82-83 (lire en ligne).
- Frédérique Fanchette, « Pierre Gassman tirait le meilleur de la photo », Libération,‎ 12 juillet 2004 (lire en ligne).
- Hervé Le Goff, Pierre Gassman, la photographie à l’épreuve, Paris, Éditions France Delory, 2000, 187 p. (ISBN 2-913713-14-9).
- Hervé Le Goff et Christian Caujolle, Picto 1950-2010 : voir avec le regard de l’autre (catalogue d'exposition), Arles, Actes Sud, 2010, 198 p. (ISBN 978-2-7427-9541-3).
- Michel Guerrin, « Un tireur d'élite », Le Monde,‎ 3 novembre 2000 (lire en ligne).
- Michel Guerrin, « Pierre Gassmann, "Magicien de la chambre noire" », Le Monde,‎ 7 juillet 2004 (lire en ligne).

### Filmographie
- Roger Pic et Patrick Roegiers, Rue du regard. Portrait de Pierre Gassmann, Les Rencontres Internationales de la photographie / Les Films du Grain de sable, 1998 : film documentaire de 52 minutes.